# Alfons I. (Portugal)

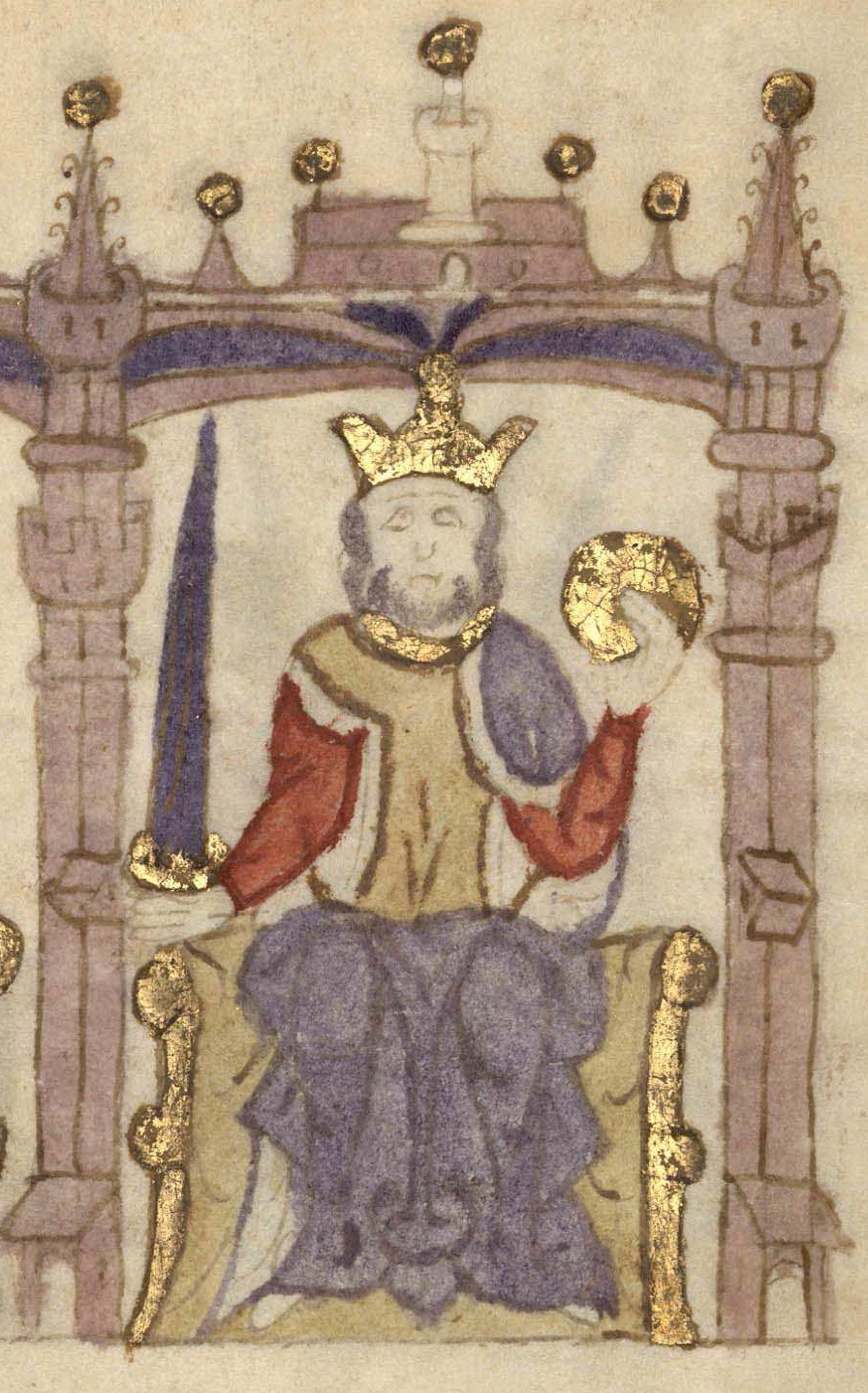
Dom Afonso Henriques (Darstellung um etwa 1312 bis 1325, Compendio de crónicas de reyes)

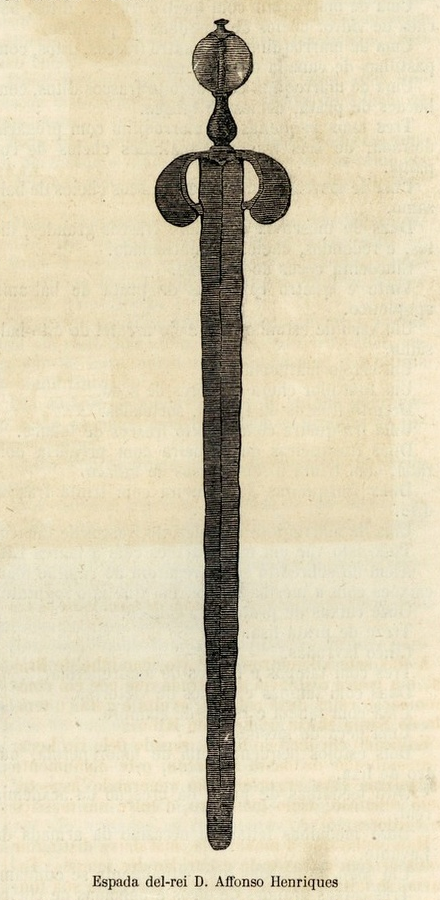
Das Schwert des ersten Königs Portugals Dom Afonso Henriques

Alfons I. (im Portugiesischen Dom Afonso I; * 1109 (?) in Guimarães oder Viseu oder Coimbra; † 6. Dezember 1185 in Coimbra) war Graf von Portucalia (1112–1139) als Vasall des Königreichs León sowie Begründer und erster König von Portugal (1139–1185). Er war ein Abkömmling einer Seitenlinie des Königshauses der Kapetinger. In Portugal wird er überwiegend Dom Afonso Henriques genannt („König Alfons, Sohn des Heinrich“).
Er ging als Alfons der Eroberer (port. Afonso o Conquistador) und Alfons der Gründer (port. Afonso o Fundador) in die portugiesische Geschichte ein, da es ihm gelang, die Grafschaft Portucalia im Hinblick auf die ständigen Angriffe der Mauren zu befrieden, sowie jenen Gebiete südlich von Coimbra bis tief in den Alentejo zu entreißen und sie seinem neu geschaffenen Königreich Portugal hinzuzufügen. Sein Sohn Sancho I. folgte ihm auf den Thron.

## Bis zur Übernahme der Regentschaft
Alfons wurde als Sohn Heinrichs von Burgund (Dom Henrique de Borgonha), des Grafen der Grafschaft Portucale oder Portucalia und Begründers der portugiesischen Dynastie des Hauses Burgund, und seiner Frau, Theresia von León (Dona Teresa de Leão), der nichtehelichen Tochter von König Alfons VI. von León und Kastilien, geboren. Das genaue Datum seiner Geburt steht nicht fest, es wird teils mit 1108, teils mit 1109 angenommen, für 1109 wird als Datum der 25. Juli oder nur der Monat August angegeben. Es gibt auch andere Angaben, die zwischen 1106 und 1111 schwanken. Unklar ist auch sein Geburtsort, für den entweder Guimarães oder Coimbra in Frage kommen. Sein Großvater, Alfons VI., hatte sowohl seiner ehelichen Tochter Urraca als auch Teresa jeweils einen aus dem burgundischen Herzoghaus stammenden Ehemann gegeben, um die Bindungen mit Burgund und auch Frankreich im Hinblick auf die Wiedereroberung der Iberischen Halbinsel (Reconquista) zu festigen. Heinrich war der jüngere Bruder des Herzogs von Burgund. Urraca und ihrem Mann Raimondo gab Alfons VI. die Grafschaft Galicien und Teresa und Heinrich die südlich angrenzende Grafschaft Portucalia; die Mitregentschaft der Töchter war ausdrücklich verfügt. Große Teile der Grafschaft Portucalia waren erst 1080 den Mauren wieder abgerungen worden, nachdem sie im 9. Jahrhundert dort schon einmal vorübergehend vertrieben worden waren. Auch jetzt waren die Gebiete um Coimbra keineswegs vor Maureneinfällen sicher.
Schon früh wurde Alfons der Obhut des portugiesischen Barons Dom Egas Moniz de Ribadouro übergeben, der ihn wie seinen eigenen Sohn erzog, ihn ausbildete und später einer seiner wichtigsten persönlichen Berater und sein treuester Verbündeter werden sollte. Es gibt Berichte, wonach Egas Moniz sogar der leibliche Vater gewesen sein soll.
Als Heinrich 1112 starb, war Alfons (ausgehend von einem Geburtsjahr 1109) erst drei Jahre alt, so dass zunächst seine Mutter die Regentschaft übernahm, die sie aber auch kraft der von ihrem Vater verfügten Mitregentschaft für sich beanspruchte. 1109 war auch Alfons VI. gestorben, und Teresa verfolgte zusammen mit ihrem Geliebten, nach anderen Berichten ihrem zweiten Ehemann, dem galicischen Grafen Fernão Peres de Trava, eine Vereinigung mit Galicien, um ein eigenständiges Königreich zu gründen, was auf großen Widerstand in der Grafschaft Portucalia stieß.
Alfons wurde 1120 von Paio Mendes da Maia, dem Erzbischof von Braga, auf die Seite der Cortes von Portucalia gezogen, weswegen Dona Teresa ihn zusammen mit dem Erzbischof verbannte. Als Alfons 14 Jahre wurde, etwa 1122, im Mittelalter das Alter der Volljährigkeit, schlug er sich in der Kathedrale von Zamora selbst zum Ritter. Er stellte mit Hilfe seiner Gefolgsleute eine eigene Armee auf und begann, gegen die politischen Pläne seiner Mutter zu kämpfen. Nachdem er noch im Jahr 1127 von seinem Cousin König Alfons VII. von León und Kastilien (der Sohn von Urraca) von der militärischen Einnahme von Guimarães, der Residenzstadt seiner Mutter, abgehalten worden war, kam es 1128 in São Mamede, nahe Guimerães, zur Schlacht zwischen seinen und den Truppen seiner Mutter, bei der er siegte. Seine Mutter verbannte er in ein Kloster.

## Königtum und Expansion

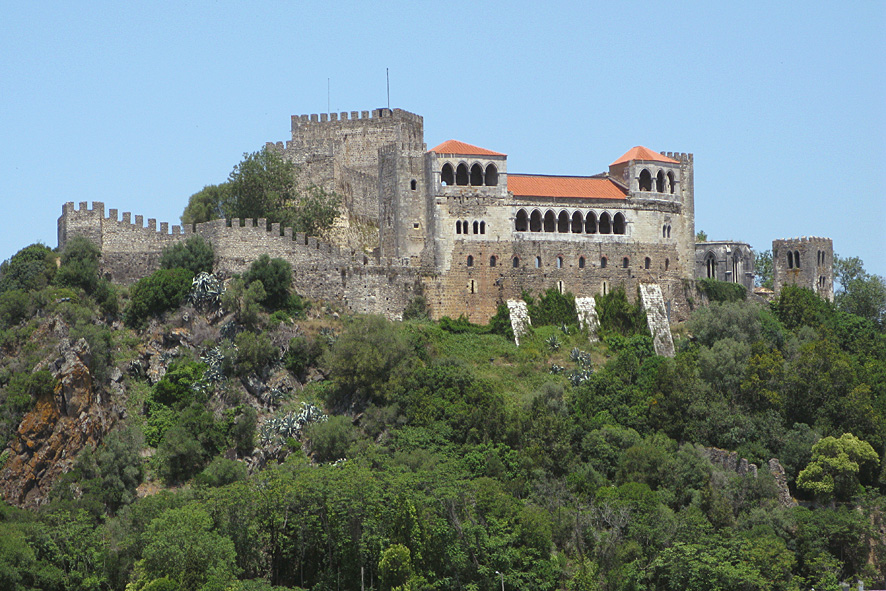
Castelo de Leiria. 1135 von König Afonso Henriques errichtet und an D. Paio Guterres da Cunha übergeben, dem ersten Burgvogt (alcaide do castelo) von Leiria. Im 14. Jh. ließ König Dinis hier seine königliche Residenz errichten.

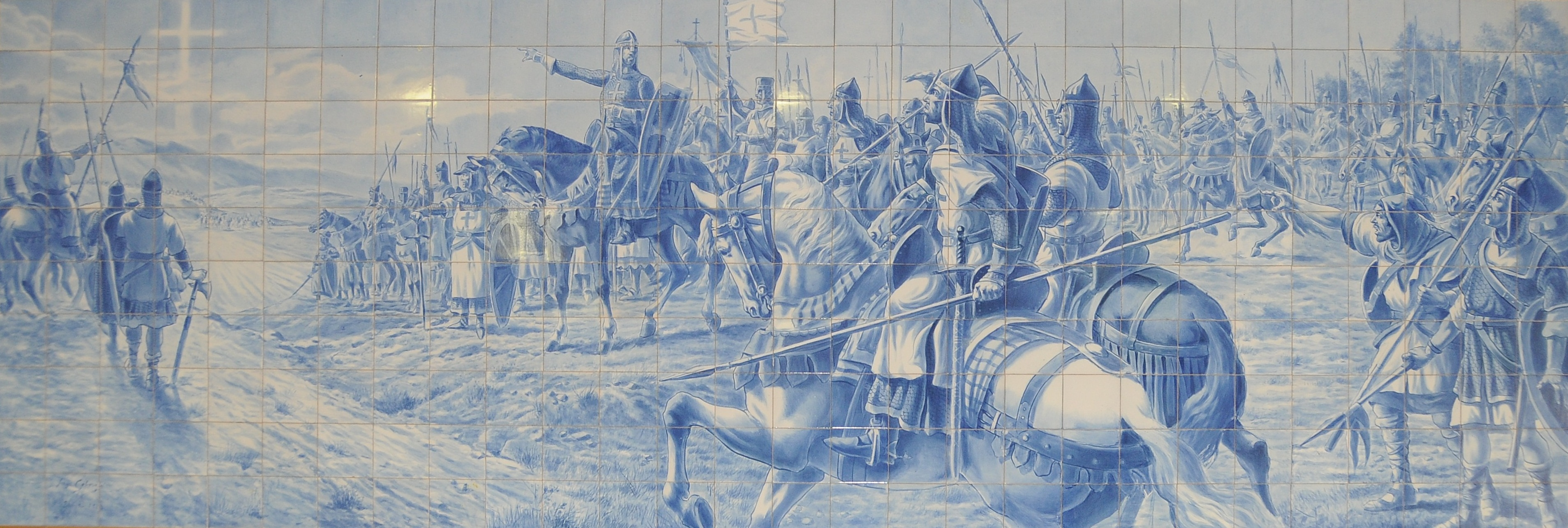
D. Afonso Henriques in der Schlacht von Ourique 1139 – Azulejo von Jorge Colaço im Centro Cultural Rodrigues de Faria, Esposende.

In den folgenden Jahren widmete sich der junge Alfons mit wachsendem Erfolg den Auseinandersetzungen mit den Mauren. Im Jahre 1139 fügte er ihnen in der Schlacht von Ourique, im südlichen Teil des Alentejo, eine große Niederlage bei. Hieraufhin, entweder noch 1139 oder erst 1140, rief er sich zum König von Portugal aus. Sein alter Gefolgsmann Paio Mendes, der Erzbischof von Braga, überreichte ihm die Krone. Dies führte zum Bruch mit Alfons VII. von León und Kastilien, da damit die Grafschaft aus dessen Königreich ausschied. 1140 oder 1141 kam es zur Schlacht von Valdevez mit Alfons VII. von León und Kastilien. 1143 bereiste Kardinal Guido de Vico im Auftrag des Papstes den christlichen Teil der Iberischen Halbinsel und brachte die Vettern im kastilischen Zamora an einen Tisch. Das Treffen soll mit dem Vertrag von Zamora geendet haben, in dem Alfons VII. die Selbständigkeit Portugals anerkannt haben soll. Dokumentiert ist aber nach diesem Gespräch nur ein Schreiben Alfons’ an den Papst, in dem er jährliche Zahlungen Portugals an Rom zusagt. In den Folgejahren nahm er die Stadt Santarém (1146/1147) ein, 1147 mit Hilfe eines durchreisenden Teilheeres des Zweiten Kreuzzugs Lissabon, danach Almada und Palmela und 1160 Alcácer do Sal und anschließend den ganzen Alentejo fast bis zu den Grenzen der Algarve. Dieses letzte Gebiet verlor er jedoch wieder kurz vor seinem Tod im Jahre 1185. 1162 hatte er in Coimbra den Militärorden des Heiligen Bernhards von Avis gegründet, der 1162 bei der Eroberung von Évora beteiligt war. Eine bedrohliche Schlappe erlitt er bei dem Versuch eines seiner Gefolgsmänner, das maurische Königreich Badajoz einzunehmen. Alfons VII. erhob für León und Kastilien Anspruch auf alle eroberten Gebiete südlich des Tejo. Bei einem Aufenthalt in Badajoz stürzte Alfons vom Pferd und geriet in kastilische Gefangenschaft. Er musste die Grenzziehung anerkennen und wurde gegen ein Lösegeld wieder freigelassen. Erst seinen Nachfolgern gelang die endgültige Eroberung des Alentejos und der Algarve, so dass die portugiesische Reconquista 1250 unter Alfons’ Urenkel Afonso III. abgeschlossen werden konnte.

## Unterstützung durch die Kirche
Alfons war in vielfältiger Weise auf die Hilfe der Kirche angewiesen. Einerseits stand immer noch die Zustimmung des Papstes für sein Königtum aus, eine für das Mittelalter unverzichtbare Voraussetzung voller Souveränität. Andererseits benötigte er die Unterstützung bei der Rechristianisierung des den Mauren abgerungenen Gebietes. So holte er den Tempelorden und auch die im 12. Jahrhundert unter der Führung von Bernhard von Clairvaux besonders aufblühenden Zisterzienser ins Land und versah sie mit großen Stiftungen, wie bei den Templern mit Tomar und großen Teilen des Alentejos oder den Zisterziensern mit Alcobaça, wo eines der größten und mächtigsten Klöster des Ordens entstand. Alfons bemühte sich aber auch um den Schutz der verbliebenen Mauren. So existiert eine Carta de Segurança (Sicherheitsbrief) von 1170, in dem er den Christen und Juden untersagte, die Mauren schlecht zu behandeln. Auf die Anerkennung seines Königtums durch den Papst musste Alfons trotz der der Kirche erwiesenen Gunst bis 1179 warten, als Papst Alexander III. mit der Bulle Manifestis probatum Portugals Selbständigkeit bestätigte.

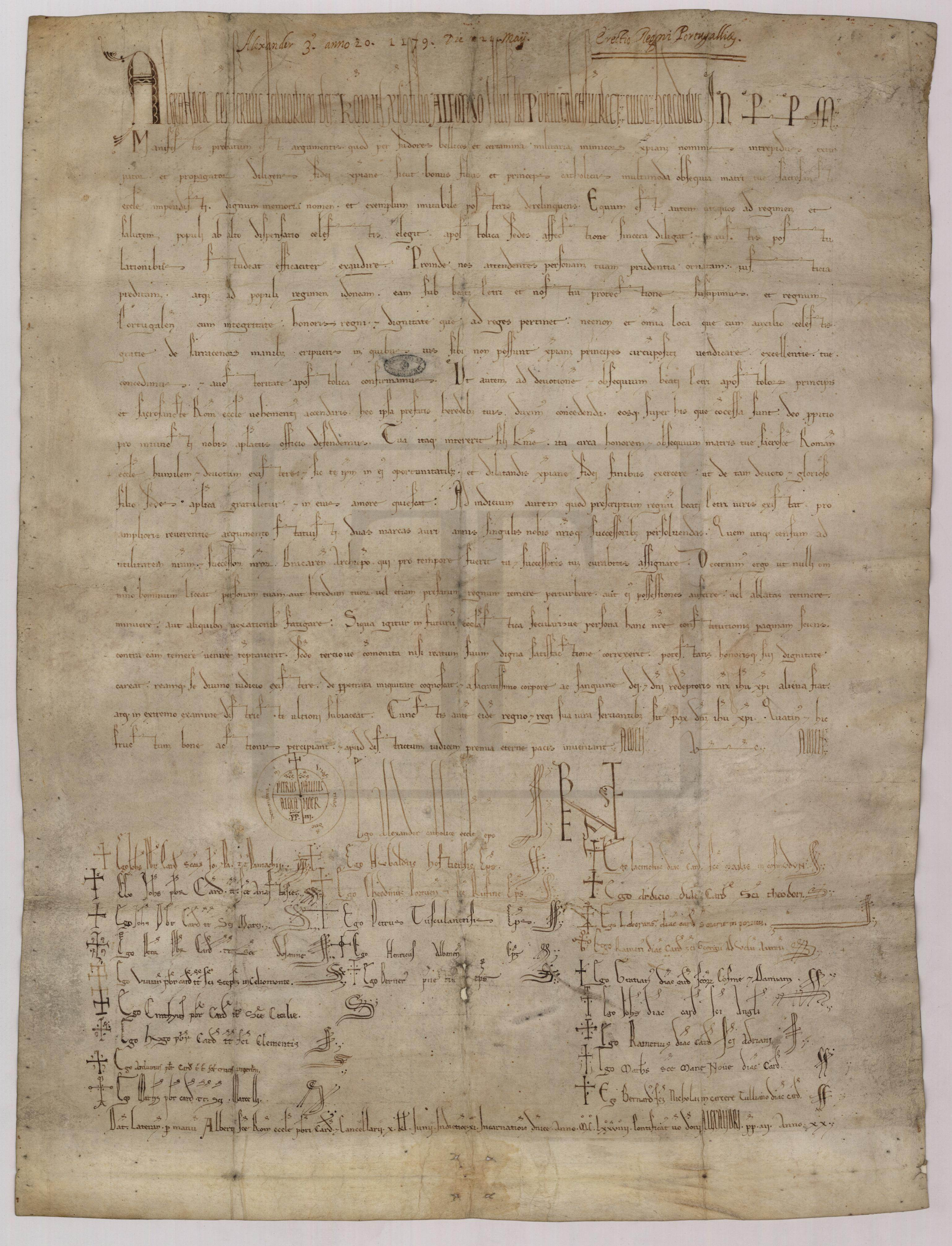
Die Päpstliche Bulle Manifestis Probatum.

## Familie

Das Wappen des König Alfons I.

Alfons I. heiratete 1146 Mathilde (D. Mafalda), eine geborene Gräfin von Maurienne und Savoyen. Mit ihr hatte er folgende Kinder:
- Dom Henrique (* und † 5. März 1147)
- Dona Mafalda (* und † 1148)
- Dona Urraca (* 1151; † nach 1211), ⚭ 1160 König Ferdinand II. von León (Ehe annulliert)
- Dom Sancho I. (* 11. November 1154; † 26. März 1211)
- Dona Teresa Matilda (* 1157; † 16. Oktober 1218[11]), ⚭ 1) 1159 Graf Philipp I. von Flandern, ⚭ 2) 1193 Herzog Odo III. von Burgund
- Dom João
- Dom Sancha

Zudem war er Vater mehrerer unehelichen Kinder:
Aus seiner Beziehung zu D. Flâmula (oder Châmoa) Gomez de Trava (vor der Heirat mit Dona Mafalda):
- Dom Fernando Afonso; (* um 1138; † nach 1172); 1166–1169 Alferes-mor (Befehlshaber der königlichen Streitkräfte) von Portugal
- Dom Afonso (* um 1135); Großmeister des Johanniterordens

Aus seiner Beziehung zu Elvira Gualtar:
- Dona Urraca Afonso, Herrin von Aveiro

Aus seiner Beziehung zu einer unbekannten Dame:
- Dom Pedro Afonso;
- Dona Teresa Afonso (* um 1135); ⚭ 1.) Sancho Nunez von Barbosa; ⚭ 2.) Ferdinand Mendez von Branganca

## Verbündete
Zu seinen wichtigsten adligen Verbündeten und Gefolgsleuten gehörten:
- Dom Fernando Afonso, sein Sohn und späterer Heeresführer (Alferes-mor)
- Dom Egas Moniz de Ribadouro, zunächst sein Erzieher und Ausbilder, später wichtigster persönlicher und militärischer Berater und als dapifer curiae (Truchsess) oberster Verwalter des königlichen Hofes
- Hermígio Moniz, Mitkämpfer in der Schlacht von Ourique (1139) gegen die Mauren
- Mem Moniz, ebenfalls Teilnehmer an der Schlacht von Ourique
- Lourenço Viegas de Ribadouro, genannt O Espadeiro (der Schwertkämpfer), legendärer Held der Schlacht von Ourique, Sohn von Egas Moniz und 1129 erster Alferes-mor des jungen Alfons I.
- Geraldo sem Pavor
- Fuas Roupinho, Alcaide (königlicher Statthalter) von Coimbra
- Paio Mendes da Maia, Erzbischof von Braga
- Gonçalo Mendes da Maia
- Soeiro Mendes da Maia
- Egas Fáfes de Lanhoso
- Godinho Fáfes de Lanhoso
- Paio Ramires Ramirão
- Nuno Soares Velho
- Gualdim Pais, Ordensmeister des Templerordens in Portugal und Begründer der Ordensburg in Tomar
- Martím Moniz, ein Held bei der Eroberung von Lissabon 1147
- Fernando Gonçalves, Eroberer von Beja
- García Soares
- Pêro Pais da Maia
- Gonçalo Mendes de Sousa
- João Peculiar, Erzbischof von Braga
- Diogo Gonçalves
- Fernão Cativo, von 1130 bis 1136 zweiter Alferes-mor
- Gonçalo Viegas
- Mem Ramires, Held der Eroberung von Santarém 1147
- Sancho Nunes